# نیکولای ژلوف
نیکولای ژلوف (انگلیسی: Nikolay Zheludev؛ زادهٔ ۲۳ آوریل ۱۹۵۵) دانشمند در زمینه فیزیک نور و از اعضای انجمن سلطنتی و اعضای انجمن فیزیک آمریکا است.